# El Terrible Tiburón
El Terrible Tiburón (en italiano: Il Terribile Pescecane) es un monstruo marino con aspecto de enorme tiburón, el cual aparece en el libro de 1883 escrito por Carlo Collodi Las aventuras de Pinocho (Le avventure di Pinocchio). Es descrito como más grande que un edificio de cinco pisos, un kilómetro de largo (sin incluir su cola) y posee tres filas de dientes en una boca que fácilmente puede tragar un tren. Tan temible es su reputación, que en el capítulo XXXIV, se revela que el tiburón es apodado "El Atila de los peces y pescadores" (L'Attila dei pesci e dei pescatori).

## En la novela

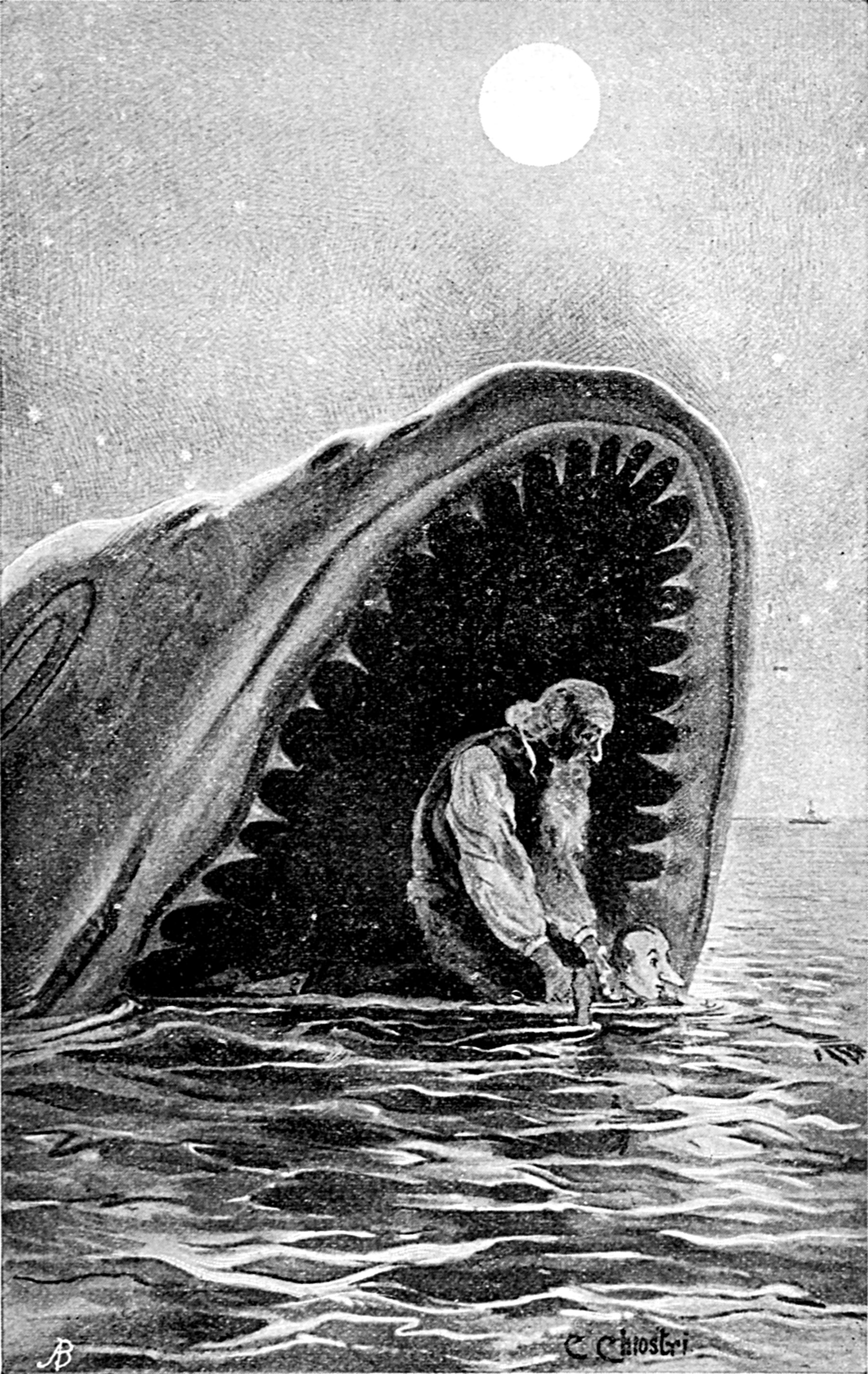
Pinocho lleva a Geppetto en su espalda y nada fuera de la boca del Tiburón, ilustración de una edición italiana de 1902.

El tiburón es mencionado por primera vez en el capítulo XXIV, cuando Pinocho, buscando a su creador, Geppetto, es informado por un delfín que probablemente ha sido tragado por el Tiburón el cual "...Ha venido por unos días a propagar exterminación y desolación en nuestras aguas". El Tiburón es más tarde mencionado en el capítulo XXVI por los amigos de la escuela de Pinocho en la Isla de las Abejas Laboriosas (Isola delle Api Industriose), quienes le dicen que lo han avistado en la costa, para tentarlo a alejarse de la escuela.
El Tiburón hace su primera aparición en el capítulo XXXIV cuándo Pinocho, recientemente transformado de burro a su forma de títere, entra al mar para escapar de su dueño anterior. El hada del cabello turquesa, en la forma de una cabra montesa, le advierte del Tiburón demasiado tarde, el cual lo traga entero, junto con un atún que se había hecho su amigo. Una vez dentro descubre a Geppetto, quién revela que ha estado atrapado dentro del Tiburón por dos años, sobreviviendo de los suministros de un barco tragado por el pez. Cuando se revela que el pez padece asma, una condición que lo fuerza a dormir con su cabeza levantada del agua y con la boca abierta, Pinocho lleva a Geppetto en su espalda y nada fuera de su boca. Cuando la fuerza de Pinocho empieza a fallar, el atún les ayuda a alcanzar la orilla.

## Adaptaciones

### Versión de Disney
En la película de animación de Walt Disney Pictures de 1940 Pinocho, el Tiburón es reemplazado por una ballena llamada Monstruo (Monstro en la versión original; palabra en italiano arcaico para "monstruo"), siendo retratado como un feroz cachalote gigante con mandíbulas masivas, en las cuales tiene dientes agudos, y las estrías inferiores de una ballena jorobada. Es mencionado por primera vez en un mensaje del Hada Azul sobre Geppetto, quién, navegando para encontrar a Pinocho, fue tragado por Monstruo. Le buscan, pero está frustrado por el miedo que los necton demuestran al mencionar su nombre. Después de que finalmente lo descubre durmiendo, este despierta de repente y se traga a Pinocho, quien descubre a Geppetto en la garganta de Monstruo. Allí, Pinocho le libera al encender un fuego, el humo del cual incita a Monstruo a estornudar, expulsándolos de su boca, entonces se enfada y les persigue, pero falla en atraparlos y entonces Pinocho lleva a Geppetto a una cueva, y Monstruo choca contra las rocas que la rodean.
Monstruo fue animado por Wolfgang Reitherman, el hombre encargado de las secuencias de acción entre los nueve Ancianos de Disney. Sus gruñidos (aunque sin acreditar en la película) fueron proporcionados por Thurl Ravenscroft.

#### EnKingdom Hearts
Monstruo también aparece en el videojuego Kingdom Hearts como personaje secundario y como mapa, donde Pinocho y Geppetto habitan temporalmente hasta ser rescatados. Dentro de Monstruo habitan muchos Sincorazón, incluyendo uno llamado Jaula Parásita, el cual atrapa a Pinocho en su estómago con forma de jaula, y lo entrega a Riku, quién desea utilizar su corazón para rescatar a Kairi. Dinalmente, Monstruo termina escupiendo a los personajes de su interior. Después de que Kingdom Hearts termina, Monstruo presumiblemente regresa a su mundo.
Reaparece en Kingdom Hearts: Chain of Memories, como producto de las memorias de Sora y Riku, donde no es físicamente visto, puesto que los personajes se encuentran en su interior, pero aparecen naipes mostrando imágenes suyas.
En Kingdom Hearts Birth by Sleep Final Mix, Monstruo aparece como 
"Carlos" en el mundo Coso Virtual.
Aparece como personaje secundario en su mundo, Paraíso del Bromista, en Kingdom Hearts 3D: Dream Drop Distance.

#### EnPinocho(2022)
La versión del Monstruo en la versión de imagen real que adapta la película de 1940, en vez de una ballena es un monstruo marino parecido a una ballena pero con tentáculos. En esta versión también se traga a Geppetto y a Pinocho al mismo tiempo mientras ambos están en el mar.

#### Otros medios de Disney

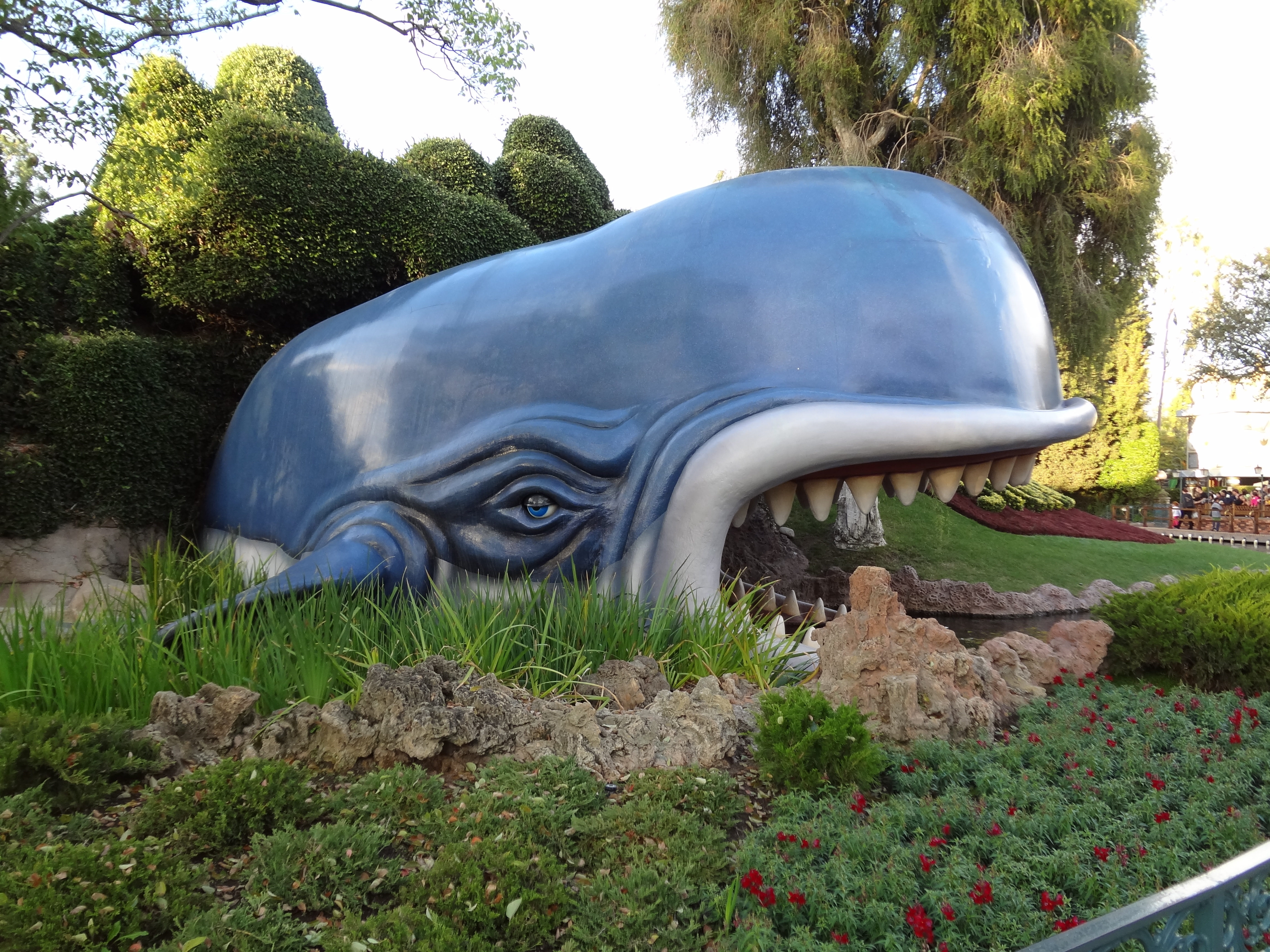
Monstruo en la atracción Storybook Land Canal Boats de Disneyland.

Monstruo aparece en una historieta de cómics de Bonkers titulada "Whale of a Tale", publicado en diciembre de 1994 en la revista Disney Aventures. En esta historia, es un actor educado jugando un papel en Pinocho, quién no ha encontrado trabajo en las películas desde entonces; fue engañado por una pandilla de sinvergüenzas, quienes fingieron ser de una compañía de películas, para robar bancos, y al descubrir la verdad, ayuda a Bonkers a atrapar los delincuentes.
Monstruo también juega un papel notable en la versión de Disneyland de Fantasmic!, y también tiene un papel más pequeño en la escena de Burbujas danzantes en la versión de Disney's Hollywood Studios.
En la serie de televisión Once Upon a Time, una versión alternativa de Monstro hace una aparición breve en el episodio "El Desconocido", en el cual hace el mismo papel que en la versión de Disney. El diseño de Monstro tiene muchas semejanzas con la Ballena del Diablo encontrada en varios otros cuentos.

### Otras adaptaciones

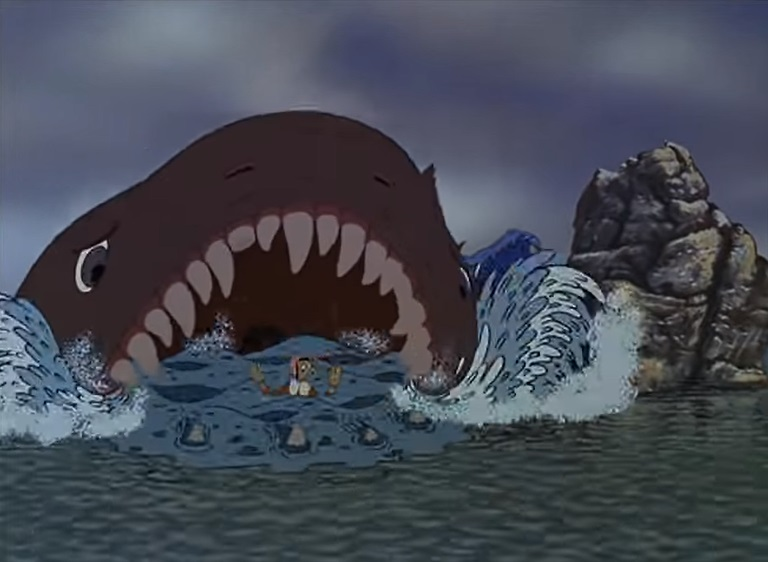
El Terrible Tiburón en Las aventuras de Pinocho (1972).

- En Pinocchio (1911) dirigida por Giulio Antamoro, el Tiburón es descrito como una ballena.
- En la película animada de 1972 de Giuliano Cenci Las aventuras de Pinocho, aparece de modo parecido al libro, pero no es mencionado hasta su aparición inicial.
- En el episodio de 1984 de Faerie Tale Theatre, el Tiburón es reemplazado por una orca gigantesca.
- En la película de acción real de 1996 de Steve Barron Pinocho, la leyenda, el Tiburón (identificado como el "monstruo de mar") es combinado con El Cochero y Mangiafuoco en el villano Lorenzini (interpretado por Udo Kier), quién se transforma tras ser sumergido en el agua mágica que convertía a los niños en burros.
- En la película italiana de 2002 Pinocho, el Tiburón es descrito como un colosal tiburón blanco.
- En la serie de manga MÄR, Pinnocchio's Guardian ARM Fastico Galleon es una enorme criatura parecida a una ballena gigante, basada en Monstro de la película de Disney.
- El Tiburón aparece en la adaptación de 2012 Pinocchio.